# هاربری
هاربری (به انگلیسی: Harbury) یک روستا و محله مدنی در بریتانیا است که در Stratford-on-Avon واقع شده‌است. هاربری ۲٬۴۲۰ نفر جمعیت دارد.